# جوزپه روسکونی
جوزپه روسکونی (ایتالیایی: Giuseppe Rusconi؛ زادهٔ ۱۶۸۸ - درگذشت ۱۷۵۸) مجسمه‌ساز اهل سوئیس بود.
اطلاعات زیادی از جزئیات زندگی او در دست نیست. او از شاگردان مجمسه‌ساز ایتالیایی-سوئیسی کامیلو روسکونی بود که به‌طور ناگهانی درگذشت و جوزپه روسکونی کارگاه و القاب رسمی او را به ارث برد با آنکه گویا برادرزادهٔ او نبود.
وی سازندهٔ تندیس یادمان به‌خاک‌سپاری پاپ کلمنت دوازدهم در باسیلیکای سنت جان لاتران است. وی همچنین سُفالینه‌ای از کامیلو دللیس ساخته‌است که در موزهٔ ملی پلاتسوی ونیز نگهداری می‌شود.
از شاگردان مشهور او می‌توان به فرانچسکو کوئیرولو اشاره کرد.

## نگارخانه

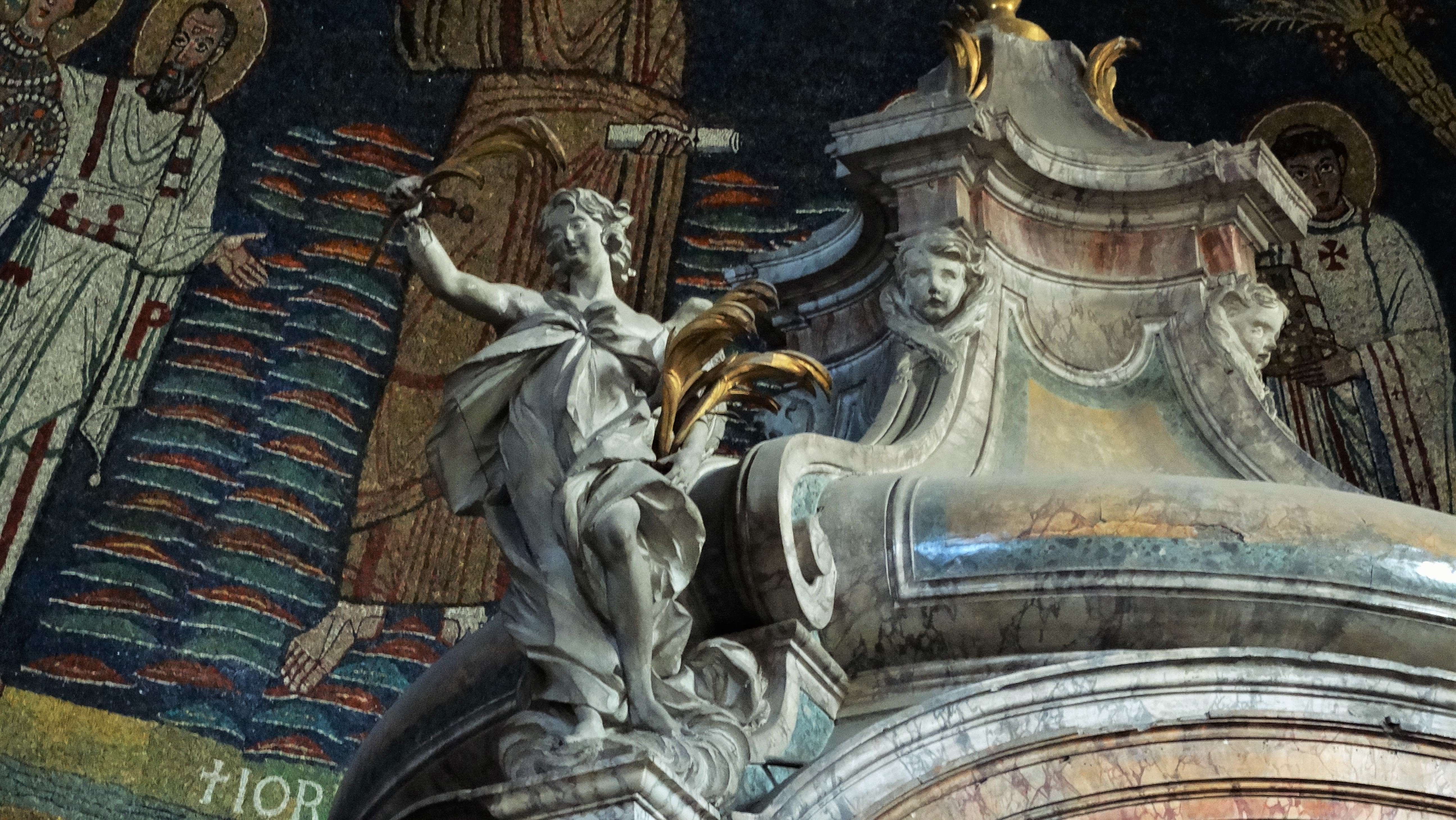
فرشته‌ای از کلیسای مسیحیت مشایخی
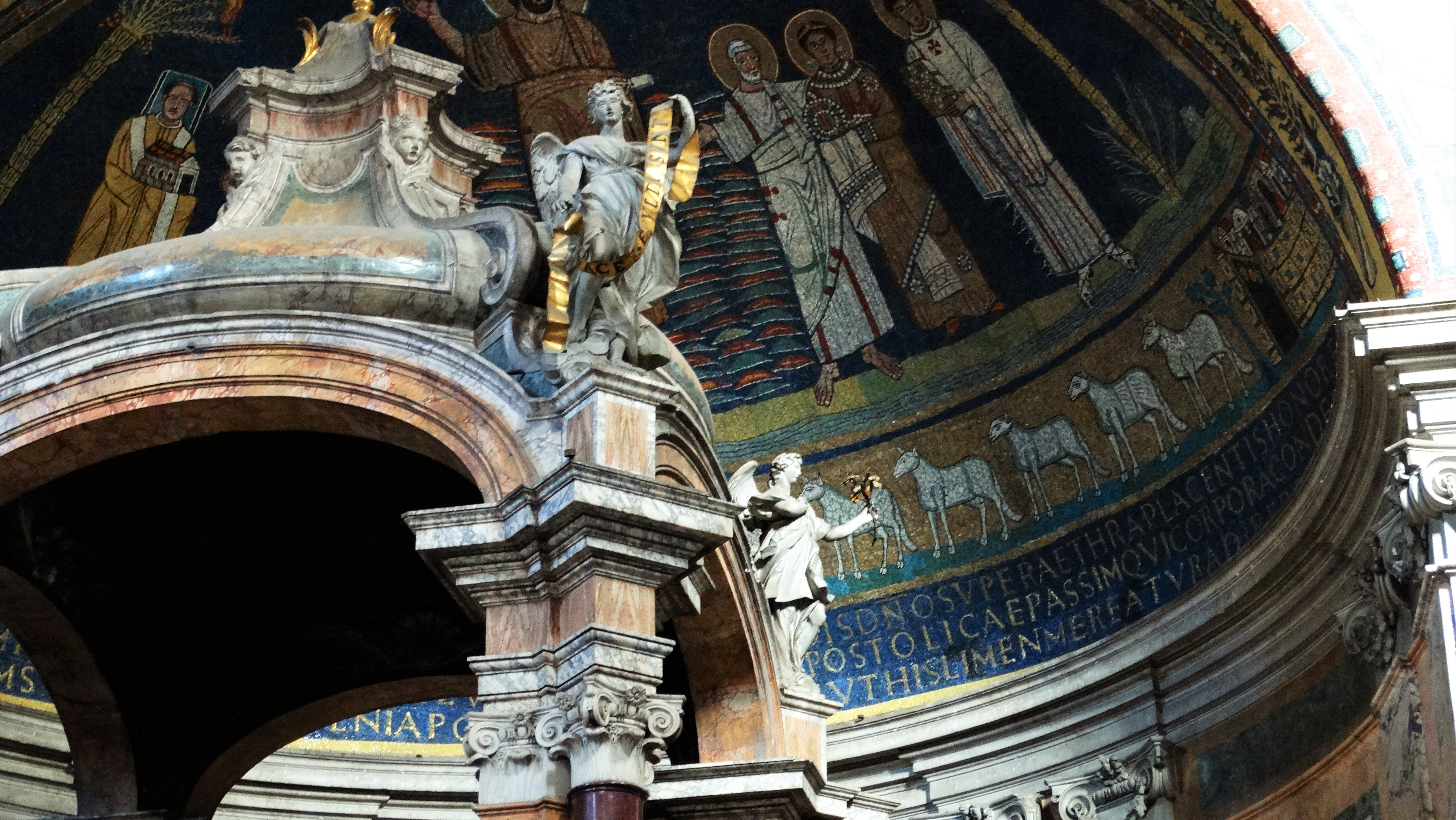
فرشتهٔ دیگری از کلیسای مسیحیت مشایخی